# Johann Meister (General, 1862)

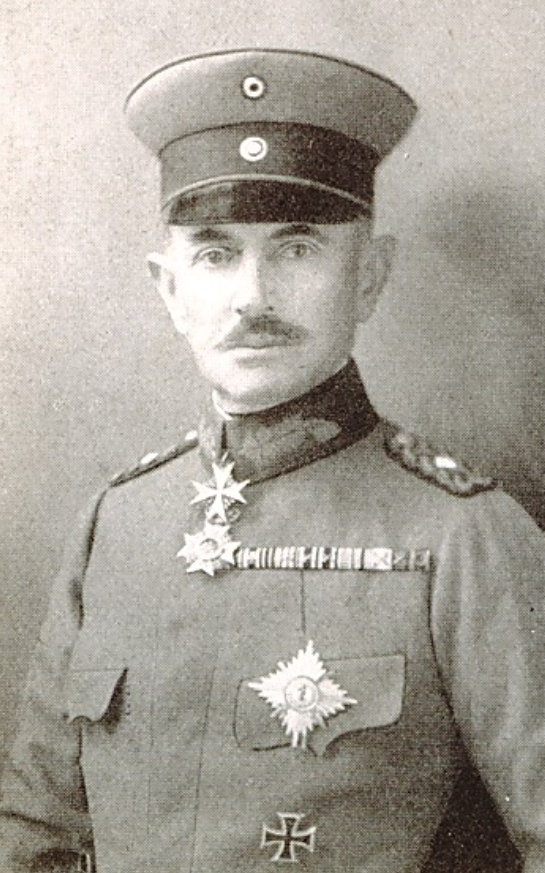
Johann Meister

Karl Theodor Johann Meister (* 24. September 1862 auf der Domäne Calenberg bei Hannover; † 13. Januar 1943 in Dresden-Neustadt) war ein deutscher General der Infanterie.

## Leben
Meister trat am 14. April 1881 als Fahnenjunker in das Infanterie-Regiment „König Ludwig III. von Bayern“ (3. Königlich Sächsisches) Nr. 102 in Zittau ein. Dort erfolgte am 13. Oktober 1882 seine Beförderung zum Sekondeleutnant. Als solcher wurde Meister am 24. Oktober 1885 in das 1. Königlich Sächsische Leib-Grenadier-Regiment Nr. 100 versetzt. Vom 1. Oktober 1888 kommandierte man Meister für drei Jahre an die Unteroffiziersschule Marienburg und beförderte ihn zwischenzeitlich am 20. März 1889 zum Premierleutnant. In den kommenden Jahren versah er dann weiterhin Truppendienst und wurde am 18. September 1893 Hauptmann. Für zwei Jahre war Meister ab 1. Oktober 1897 dem Lehr-Infanterie-Bataillon der Preußischen Armee zugeteilt. Ein knappes Jahr später ernannte man ihn zum Kompaniechef im 2. Ostasiatischen Infanterie-Regiment. Diese Stellung übte er bis 1. Oktober 1901 aus, wurde dem Leib-Grenadier-Regiment Nr. 100 aggregiert und hier elf Tage später ebenfalls Kompaniechef. Am 1. Oktober 1902 folgte seine Versetzung nach Leipzig als Adjutant zur 24. Division (2. Königlich Sächsische). Als Major (seit 11. September 1903) kam Meister am 5. Juni 1904 zur Schutztruppe für Deutsch-Südwestafrika und fand Verwendung im 2. Feld-Regiment. Mit diesem beteiligte er sich an der Niederschlagung des Aufstandes der Herero und Nama.
Ende Oktober 1906 kehrte Meister nach Sachsen zurück und fungierte ab 1. November 1906 als Kommandeur des I. Bataillons des Leib-Grenadier-Regiment Nr. 100. Mit der Beförderung zum Oberstleutnant am 21. September 1909 wurde er von seinem Kommando entbunden und zeitgleich diensttuender Flügeladjutant des Königs von Sachsen Friedrich August III. Hier diente Meister die kommenden drei Jahre lang, wurde am 18. November 1911 Oberst und als solcher am 1. Oktober 1912 Kommandeur des Grenadier-Regiments „Kaiser Wilhelm, König von Preußen“ (2. Königlich Sächsisches) Nr. 101.

### Erster Weltkrieg

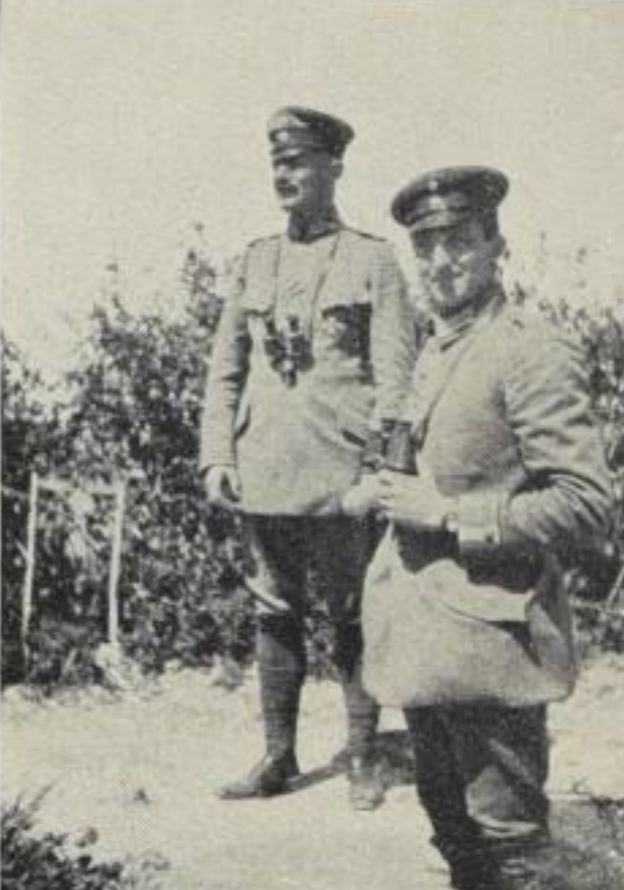
Johann Meister

Mit Ausbruch des Ersten Weltkriegs und der Mobilmachung rückte Meister mit seinem Regiment über Belgien in Frankreich ein und führte es u. a. in der Schlacht an der Marne. Nach der Schlacht bei Ypern übernahm der drei Tage zuvor zum Generalmajor beförderte Meister am 4. Dezember 1914 die 45. Infanterie-Brigade (1. Königlich Sächsische). Die darauffolgenden Monate war die Brigade im Verbund mit der 23. Division (1. Königlich Sächsische) hauptsächlich an den Stellungskämpfen in der Champagne beteiligt. Am 14. September 1916 erhielt Meister dann die Ernennung zum Kommandeur der 40. Division (4. Königlich Sächsische), die zu diesem Zeitpunkt in Flandern stand. Nach der Schlacht an der Somme wurde die Division aus der Front gezogen. 1917 beteiligte sie sich an den Schlachten in Flandern und wurde Anfang November an die Ostfront verlegt. Nach der Teilnahme an den Stellungskämpfen zwischen Njemen-Beresina-Krewo-Smorgon-Narotsch und Tweretsch trat hier im Dezember 1917 die Waffenruhe ein, die bis 15. Februar 1918 im Waffenstillstand mündete. Ende Februar 1918 folgte die Rückverlegung in den Westen, mit anschließenden Stellungskämpfen zwischen Maas und Mosel.

### Nachkriegsjahre
Nach dem Waffenstillstand von Compiègne begann die Räumung des besetzten Gebietes und der Rückmarsch über Aachen, Dortmund und Ahlen zurück in die Garnison. Dort angekommen wurde Meister mit seiner Division der Grenzschutz gegen die Tschechoslowakei von Bayern bis südlich von Freiberg übertragen. Am 18. Februar 1919 wurde Meister als Offizier von der Armee zunächst zur Verfügung gestellt und vier Tage später in den Ruhestand versetzt.
Meister war wegen des Massakers von Dinant einer der Angeklagten in den Leipziger Prozessen. Obgleich einige Zeugen ausführten, unter den hingerichteten Geiseln seien auch Frauen und Kinder gewesen, sah das deutsche Gericht keinen Grund zur Verurteilung Meisters. Es stellte fest: „Hiernach liegen keine Tatsachen vor, aus denen hervorgeht, daß die Tötung rechtswidrig erfolgt ist. Überdies ist aber auch ein Befehl des Beschuldigten zum Erschießen jener Zivilpersonen nicht erwiesen.“
Meister erhielt am 27. August 1939, dem sogenannten Tannenbergtag, den Charakter als General der Infanterie verliehen.

## Auszeichnungen
- Ritterkreuz I. Klasse des Sächsischen Verdienstordens mit Schwertern[3]
- Ritterkreuz I. Klasse des Albrechts-Ordens mit Schwertern[3]
- Militär-St.-Heinrichs-Orden
  - Ritter am 24. Oktober 1905[4]
  - Komtur II. Klasse am 20. März 1916[5]
- Sächsisches Dienstauszeichnungskreuz[3]
- Pour le Mérite[3] am 2. November 1905
- Roter Adlerorden III. Klasse mit Schwertern[3]
- Kronenorden II. Klasse mit Schwertern am Ringe[3]
- Ehrenkreuz II. Klasse des Fürstlichen Hausordens von Hohenzollern[3]
- Offizierskreuz des Bayerischen Militärverdienstordens[3]
- Ehrenkreuz des Ordens der Württembergischen Krone[3]
- Komtur des Greifenordens[3]
- Ritterkreuz I. Klasse des Ordens vom Zähringer Löwen[3]
- Offizierskreuz des Ordens Heinrichs des Löwen mit Schwertern[3]
- Komtur II. Klasse des Herzoglich Sachsen-Ernestinischen Hausordens[3]
- Offizierskreuz des Reußisches Ehrenkreuzes[3]
- Ehrenkreuz II. Klasse des Lippischen Hausordens[3]
- Orden der Eisernen Krone III. Klasse[3]